# کارگاه تلویزیونی سی‌بی‌اس
کارگاه تلویزیونی سی‌بی‌اس یک مجموعه آنتولوژی آمریکایی است که از ژانویه تا آوریل ۱۹۵۲ از سی‌بی‌اس پخش می‌شد. این سریال به دلیل نمایش‌های اولیه تلویزیونی چندین بازیگر مشهور از جمله آدری هپبورن
، جیمز دین و گریس کلی معروف شده است .
اولین قسمت ، که در تاریخ ۱۳ ژانویه ۱۹۵۲ به نمایش درآمد ، نسخه ۳۰ دقیقه‌ای دراماتیک از دون کیشوت با بازی با بوریس کارلوف و کارگردانی سیدنی لومت است. گریس کلی در نقش دولسیه‌نا ظاهر شد.